# Tautoneura secunda
Tautoneura secunda är en insektsart som beskrevs av Irena Dworakowska 1979. Tautoneura secunda ingår i släktet Tautoneura och familjen dvärgstritar.
Artens utbredningsområde är Vietnam. Inga underarter finns listade i Catalogue of Life.